# Jolien Sysmans
Jolien Sysmans (Geel, 1 september 1992) is een voormalig Belgische zwemster. Haar specialiteit is de vrije slag. 
In 2008 werd ze Europees jeugdkampioene op de 50 en de 100 meter vrije slag. Ze is houdster van de Belgische records op de 50 meter vrije slag, op zowel de kortebaan als de langebaan.
Eind 2014 kondigde ze haar afscheid aan. Ze wil zich toeleggen op haar studies

## Belangrijkste prestaties
| Jaar | Olympische Spelen  | WK langebaan                           | WK kortebaan  | EK langebaan                             | EK kortebaan                                               |
| ---- | ------------------ | -------------------------------------- | ------------- | ---------------------------------------- | ---------------------------------------------------------- |
| 2007 |                    | geen deelname                          |               |                                          | 24e 100m wisselslag 27e 50m vrije slag 40e 100m vrije slag |
| 2008 | geen deelname      |                                        | geen deelname | 16e 50m vrije slag 32e 100m vrije slag   | 18e 50m vrije slag 15e 100 m vrije slag                    |
| 2009 |                    | 34e 50m vrije slag 42e 100m vrije slag |               |                                          | geen deelname                                              |
| 2010 |                    |                                        | geen deelname | 35e 100m vrije slag                      | geen deelname                                              |
| 2011 |                    | geen deelname                          |               |                                          | geen deelname                                              |
| 2012 | 31e 50m vrije slag |                                        | geen deelname | 25e 50m vrije slag                       | 23e 50m vrije slag 6e 4x50m wisselslag                     |
| 2013 |                    | geen deelname                          |               |                                          | geen deelname                                              |
| 2014 |                    |                                        | geen deelname | 25e 50m vrije slag 12e 4x100m wisselslag |                                                            |

## Persoonlijke records
(Per 1 mei 2012)

### Langebaan
| afstand          | tijd     | datum      | plaats    |
| ---------------- | -------- | ---------- | --------- |
| 50m vrije slag   | BR 25.37 | 17-03-2012 | Antwerpen |
| 100 m vrije slag | 55,78    | 01-05-09   | Antwerpen |
| 200m vrije slag  | 2.05,41  | 16-05-2010 | Antwerpen |

### Kortebaan
| afstand          | tijd     | datum    | plaats  |
| ---------------- | -------- | -------- | ------- |
| 50m vrije slag   | BR 24,98 | 14-02-09 | Geel    |
| 100m vrije slag  | 55,00    | 11-12-08 | Rijeka  |
| 200 m vrije slag | 2.00,46  | 22-10-11 | Berlijn |